# متنوعة ترابية
متنوعة ترابية (الاسم العلمي: Variovorax soli) هي نوع من البكتيريا، سلبية الغرام، تتبع جنس الملتهمة متغيرة.